# Aleen Baileyová
Aleen Baileyová (* 25. listopadu 1980, Saint Mary Parish) je jamajská atletka, sprinterka, olympijská vítězka a mistryně světa ve štafetě na 4 × 100 metrů.

## Kariéra
V roce 1998 vybojovala na juniorském mistrovství světa ve francouzském Annecy bronzovou medaili ve štafetě na 4 × 100 metrů. O rok později získala dvě zlaté medaile (100 m, 200 m) na Panamerickém juniorském šampionátu v Tampě. V témže roce zaznamenala úspěchy také na krátkých štafetách, když brala bronz na světovém šampionátu v Seville a zlato na Panamerických hrách v kanadském Winnipegu. V roce 2003 na mistrovství světa v Paříži doběhla ve finále běhu na 100 metrů na šestém místě v čase 11,07 s.

### LOH 2004
V roce 2004 se probojovala na letních olympijských hrách v Athénách do finále obou krátkých sprintů (100 m, 200 m). Finále stovky se běželo 21. srpna a Baileyová v něm obsadila 5. místo, když cílem proběhla v čase 11,05 s.
O čtyři dny později, 25. srpna doběhla ve finále běhu na 200 metrů v čase 22,42 s na čtvrtém místě. Na bronzovou medaili, kterou vybojovala Debbie Fergusonová z Baham ztratila 12 setin sekundy. Již v semifinále si vytvořila časem 22,33 s osobní rekord.
Olympijskou medaili ale získala ve štafetě na 4 × 100 metrů. Jamajské kvarteto, za které dále běžely Tayna Lawrenceová, Sherone Simpsonová a Veronica Campbellová proběhlo cílem v čase 41,73 s a vybojovalo zlaté medaile před Ruskami.

### 2005–2010
Na světovém šampionátu v Helsinkách 2005 skončila její cesta v běhu na 100 metrů v semifinále na celkovém 11. místě. Na Mistrovství světa v atletice 2007 v japonské Ósace obsadila ve finále běhu na 200 metrů šesté místo. V roce 2008 reprezentovala na letních olympijských hrách v Pekingu, kde pomohla jamajské štafetě k postupu do finále. Samotného finále, kde Jamajčanky nedoběhly do cíle se však nezúčastnila. O rok později získala na světovém šampionátu v Berlíně společně se Simone Faceyovou, Shelly-Ann Fraserovou a Kerron Stewartovou zlatou medaili ve štafetě na 4 × 100 metrů. Postoupila také do finále stovky, kde skončila v čase 11,16 s na osmém místě.